# Трећа влада Николе Узуновића
Трећа влада Николе Узуновића је била влада Краљевине Срба, Хрвата и Словенаца која је владала од 24. децембра 1926. до 1. фебруара 1927. године.

## Чланови владе
| Функција                                                         | Слика | Име и презиме             | Детаљи    |
| ---------------------------------------------------------------- | ----- | ------------------------- | --------- |
| Председник Министарског савета                                   |       | Никола Т. Узуновић        |           |
| Министар иностраних дела                                         |       | Нинко Перић               |           |
| Министар војске и морнарице                                      |       | Стеван Хаџић              |           |
| Министар унутрашњих дела                                         |       | Божидар Ж. Максимовић     |           |
| Министар правде                                                  |       | Милан Сршкић              |           |
| Министар просвете                                                |       | Милош Трифуновић          |           |
| Министар финансија                                               |       | Богдан Ст. Марковић       |           |
| Министар грађевина                                               |       | Аугуст Кошутић            |           |
| Министар трговине и индустрије                                   |       | Иван Крајач               |           |
| Министар пољопривреде и вода                                     |       | Василије И. Јовановић     | заступник |
| Министар пошта и телеграфа                                       |       | Бењамин Шуперина          |           |
| Министар шума и рудника и заступник министра социјалне политике  |       | Милан Симоновић           |           |
| Министар вера                                                    |       | Милорад Вујичић           |           |
| Министар народног здравља                                        |       | Славко С. Милетић         |           |
| Министар припреме за Уставотворну скупштину и изједначење закона |       | Василије И. Јовановић     |           |
| Министар аграрне реформе                                         |       | Павле Радић               |           |
| Министар саобраћаја                                              |       | Светислав Т. Милосављевић |           |